# Carteronius vittiger
Carteronius vittiger är en spindelart som beskrevs av Simon 1896. Carteronius vittiger ingår i släktet Carteronius och familjen säckspindlar.
Artens utbredningsområde är Madagaskar. Inga underarter finns listade.